# Kingston (Nuevo México)
Kingston es un lugar designado por el censo ubicado en el condado de Sierra en el estado estadounidense de Nuevo México. En el Censo de 2010 tenía una población de 32 habitantes y una densidad poblacional de 62,09 personas por km².

## Geografía
Kingston se encuentra ubicado en las coordenadas 32°55′2″N 107°42′34″O / 32.91722, -107.70944. Según la Oficina del Censo de los Estados Unidos, Kingston tiene una superficie total de 0.52 km², de la cual 0.52 km² corresponden a tierra firme y (0%) 0 km² es agua.

## Demografía
Según el censo de 2010, había 32 personas residiendo en Kingston. La densidad de población era de 62,09 hab./km². De los 32 habitantes, Kingston estaba compuesto por el 96.88% blancos, el 0% eran afroamericanos, el 0% eran amerindios, el 3.13% eran asiáticos, el 0% eran isleños del Pacífico, el 0% eran de otras razas y el 0% pertenecían a dos o más razas. Del total de la población el 3.13% eran hispanos o latinos de cualquier raza.